# Southern Football League 1945-1946
Navigation
Édition précédente
La saison 1945-1946 de la Southern Football League est la sixième et dernière édition de cette compétition créée pendant la Seconde Guerre mondiale pour compenser l'arrêt de la Scottish Football League. À partir de 1946, le championnat d'Écosse de football reprendra ses droits avec la saison 1946-47.
C'est la seule édition de cette compétition avec deux divisions, à la suite de l'arrivée des clubs de la North Eastern League (en) qui avait arrêté en 1945.

## Classement
Le classement est établi sur le barème de points classique (victoire à 2 points, match nul à 1, défaite à 0).
Pour départager les égalités, on tient d'abord compte de la différence de buts générale puis du nombre de buts marqués. 

### Division A
| Rang | Équipe              | Pts | J  | G  | N  | P  | Bp | Bc | Diff |
| ---- | ------------------- | --- | -- | -- | -- | -- | -- | -- | ---- |
| 1    | RangersT            | 48  | 30 | 22 | 4  | 4  | 85 | 41 | +44  |
| 2    | Hibernian           | 40  | 30 | 17 | 6  | 7  | 67 | 37 | +30  |
| 3    | AberdeenC           | 38  | 30 | 16 | 6  | 8  | 73 | 41 | +32  |
| 4    | Celtic              | 35  | 30 | 12 | 11 | 7  | 55 | 44 | +11  |
| 5    | Clyde               | 31  | 30 | 11 | 9  | 10 | 64 | 54 | +10  |
| 6    | Motherwell          | 31  | 30 | 11 | 9  | 10 | 54 | 55 | -1   |
| 7    | Heart of Midlothian | 30  | 30 | 11 | 8  | 11 | 63 | 57 | +6   |
| 8    | Queen's Park        | 30  | 30 | 11 | 8  | 11 | 60 | 60 | 0    |
| 9    | Third Lanark        | 30  | 30 | 14 | 2  | 14 | 63 | 68 | -5   |
| 10   | Morton              | 29  | 30 | 9  | 11 | 10 | 72 | 69 | +3   |
| 11   | Falkirk             | 27  | 30 | 11 | 5  | 14 | 62 | 70 | -8   |
| 12   | Partick Thistle     | 26  | 30 | 11 | 4  | 15 | 54 | 65 | -11  |
| 13   | Queen of the South  | 24  | 30 | 9  | 6  | 15 | 62 | 82 | -20  |
| 14   | Saint Mirren        | 23  | 30 | 9  | 5  | 16 | 54 | 70 | -16  |
| 15   | Kilmarnock          | 22  | 30 | 7  | 8  | 15 | 56 | 87 | -31  |
| 16   | Hamilton Academical | 16  | 30 | 5  | 6  | 19 | 44 | 88 | -44  |

Abréviations
T : Tenant du titre

C : Vainqueur de la Summer Cup 1945-46

### Division B
| Rang | Équipe               | Pts | J  | G  | N | P  | Bp | Bc | Diff |
| ---- | -------------------- | --- | -- | -- | - | -- | -- | -- | ---- |
| 1    | Dundee               | 44  | 26 | 21 | 2 | 3  | 92 | 28 | +64  |
| 2    | East Fife            | 34  | 26 | 15 | 4 | 7  | 64 | 34 | +30  |
| 3    | Ayr United           | 34  | 26 | 15 | 4 | 7  | 69 | 43 | +26  |
| 4    | Airdrieonians        | 33  | 26 | 14 | 5 | 7  | 69 | 50 | +19  |
| 5    | Saint Johnstone      | 30  | 26 | 12 | 6 | 8  | 66 | 60 | +6   |
| 6    | Albion Rovers        | 30  | 26 | 14 | 2 | 10 | 45 | 41 | +4   |
| 7    | Alloa Athletic       | 28  | 26 | 12 | 4 | 10 | 59 | 53 | +6   |
| 8    | Dumbarton            | 26  | 26 | 11 | 4 | 11 | 59 | 54 | +5   |
| 9    | Dunfermline Athletic | 24  | 26 | 10 | 4 | 12 | 63 | 47 | +16  |
| 10   | Cowdenbeath          | 21  | 26 | 8  | 5 | 13 | 43 | 62 | -19  |
| 11   | Stenhousemuir        | 17  | 26 | 6  | 5 | 15 | 36 | 89 | -53  |
| 12   | Dundee United        | 15  | 26 | 6  | 3 | 17 | 46 | 70 | -24  |
| 13   | Raith Rovers         | 14  | 26 | 6  | 2 | 18 | 48 | 80 | -32  |
| 14   | Arbroath             | 14  | 26 | 6  | 2 | 18 | 40 | 88 | -48  |